# 후루미야촌 (오사카부)
후루미야촌(일본어: 古宮村)은 일본 오사카부 기타카와치군에 있던 촌이다.  현재의 오사카시 쓰루미구 야키노, 하마, 이바라다오미야, 야스다, 녹지공원의 일부 등에 해당한다.

## 역사
- 1889년 4월 1일 - 정촌제 시행에 의해 맛타군 후루미야촌이 성립하였다.
- 1896년 4월 1일 - 군 통합에 의해 기타카와치군이 성립하였다.
- 1939년 6월 1일 - 모로쓰쓰미촌과 합병해 히라카타정이 성립하여, 동일 후루미야촌은 폐지되었다.

## 교통

### 철도
현재는 구촌 지역에 오사카 메트로 나가호리쓰루미료쿠치선 쓰루미료쿠치역이 있지만, 당시에는 미개통 상태였다.

### 도로
현재는 구촌 지역에 긴키 자동차도로의 다이토쓰루미 나들목이 위치해 있지만, 당시에는 미개통 상태였다.

## 참고문헌
- 가도카와 일본 지명 대사전 27 大阪府